# Josep Maria Ballarín

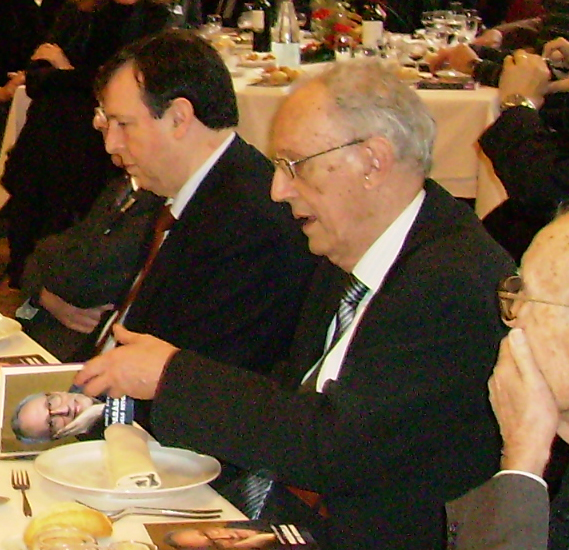
Josep Maria Ballarín en 2010, en un banquete del Colegio de Sant Ignasi de Sarrià, en Barcelona, donde se le organizó un homenaje.

Josep Maria Ballarín i Monset (Barcelona, 8 de febrero de 1920 - Berga, 18 de marzo de 2016) fue un clérigo católico y un escritor español que escribió en catalán. A menudo se le menciona como Mossèn Ballarín (Mosén Ballarín). 
Sus novelas Mossèn Tronxo y Santa Maria, pa cada dia fueron muy populares. 

## Estudios y vida religiosa

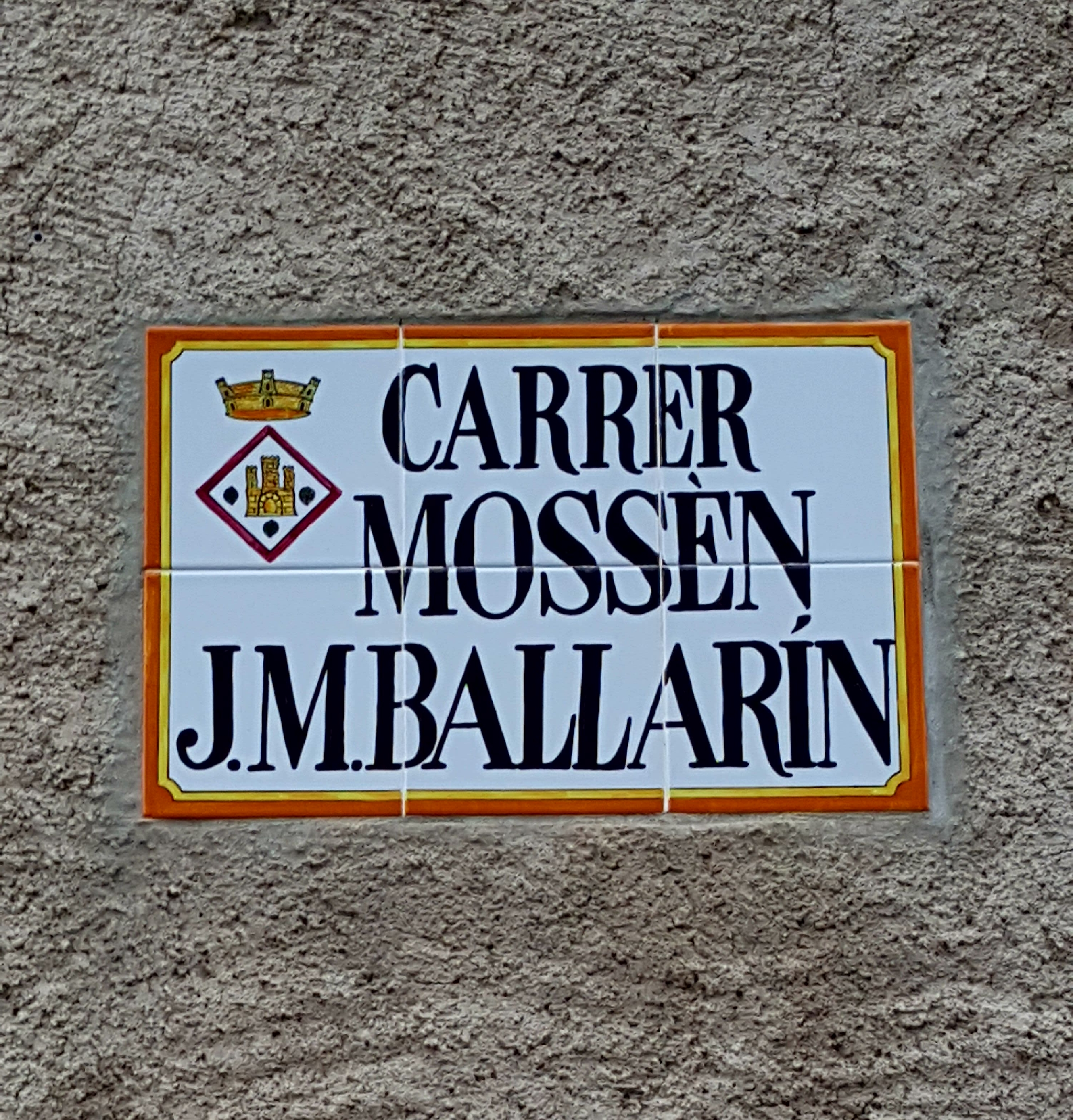
Placa de la calle dedicada a Ballarín en Gósol.

Estudió el bachillerato con los escolapios. Militó en el movimiento juvenil Federació de Joves Cristians de Catalunya (FJCC). Luchó en la Guerra civil española al ser movilizado en la llamada Leva del Biberón. Acabada la contienda, fue deportado a un campo de concentración, donde enfermó de tuberculosis, y fue desdtinado a Zamora. Durante seis años estuvo en tratamiento contra la tisis en Matadepera. En 1946, con 26 años, ingresa en la Congregación del Oratorio de San Felipe Neri de Gracia. Los filipenses lo envían a estudiar Teología al seminario de Solsona, donde permanecerá entre 1947 y 1950. El 4 de marzo de 1951 fue ordenado sacerdote. Después, fue prefecto y formador del seminario durante seis años más. En 1958 fue destinado al Santuario de Queralt, como capellán. A partir de entonces se intensifica su dedicación a la escritura, entendida como un medio pastoral más. El 1988 fue nombrado vicario de la parroquia de Gósol.

## Colaboración en medios de comunicación
Colaboró con diversas publicaciones periódicas, como Avui, Serra d'Or, Qüestions de Vida Cristiana, Saó, Xarxa, Cop d'Ull, L'erol y en distintos programas de radio y televisión de TV3, Catalunya Ràdio y Ràdio Estel. El 2010 participó en el programa El Convidat con Albert Om.
Hasta el 7 de marzo de 2016, cuando su salud se lo impidió, publicó un breve pensamiento diario en el periódico El Matí Digital. Su última reflexión en este medio fue: 

Passaran segles i encara hi haurà cristians creient que la fe no és una cançó fresca.

## Ideas políticas
El 2015 su nombre cerraba la lista de candidatos de la coalición independentista Junts pel Sí de Lérida para las elecciones al Parlamento de Cataluña de 2015.

## Legado documental
Desde 2018, el Archivo Comarcal del Berguedà conserva su fondo bibliográfico y documental.

## Obres[14]

### Narrativa breve
- El bon déu dels bolets. Barcelona: Editorial Planeta, 1999.[5]

### Novelas[5]
- Francesco. Barcelona: Edicions 62, 1967.
- Ai Francesc, si aneu a les valls d'Andorra. Barcelona: Abadia de Montserrat, 1982.
- Mossèn Tronxo. Barcelona: Club Editor, 1989.
- Tronxo, m'hi torno. Barcelona: Club Editor, 1994.
- Santa Maria, pa cada dia. Barcelona: Planeta, 1996.
- L'illa del Guacamai. Barcelona: Dèria, 2006.
- Pluja neta, bassals bruts. El Papiol: Efadós, 2013.

### No ficción
- Queralt i Rasos de Peguera. Berga: L'Albí, 1988.
- Mil anys i més d'un dia. Barcelona: Abadia de Montserrat, 1989.
- Més d'un dia de mil anys. Barcelona: Abadia de Montserrat, 1989.
- Mn. Ballarín: retrat d'una vida (con Maria Teresa Pous Mas). Barcelona: Columna Edicions, 1993.
- Terra Santa i torna a Gósol. Barcelona: Planeta, 1997.[5]
- Catalunya, terra de mar menuda. Barcelona: Planeta, 1998.[5]
- Poblet: monjos. Poblet, 2002.[5]
- L'Església amb cabres i tot: signes dels temps. Barcelona: Columna, 2004.[5]
- La Flor de l'esperança. Berga: L'Albí, 2009.[5]
- Carta de Nadal: sense més mots. Abadia de Montserrat, 2012.

### Periodismo literario
- Pregària al vent. Barcelona: Abadia de Montserrat, 1978.[5]
- Torrent avall. Barcelona: Abadia de Montserrat, 1982.
- Vent sense paraules. Barcelona: Abadia de Montserrat, 1982.[5]
- De Nadal a Reis. Barcelona: Abadia de Montserrat, 1984.
- Vigília de Nadal. Barcelona: Abadia de Montserrat, 1987.
- Gent i ninots. Barcelona: Barcelonesa d'Edicions, 1990.
- Pauses (3 vol.). Barcelona: Barcelonesa d'Edicions, 1992 - 1995.
- Nadals i nadales. Barcelona: Abadia de Montserrat, 1995.
- Un any i un altre : fins als vuitanta, que Déu n'hi do. Barcelona: Planeta, 2000.[5]

### Teatro infantil i juvenil
- Els Pastorets de Gósol. Amb les cançons de l'àvia Teresa [textos y dibujos de Josep M. Ballarín]. Barcelona: Dèria, 2006.

### Otros[5]
- Quaderns autobiogràfics: Santa Teresina de Lisieux. Barcelona: Edicions 62, 1964.
- Sant Benet, mil cinc-cents anys. Barcelona: Abadia de Montserrat, 1980.
- Sant Francesc, vuit-cents anys. Barcelona: Comissió VIII Centenari Any Franciscà, 1982.
- El Loiola i els seus. Barcelona: Columna, 1991.
- Homenatge a Queralt. Berga: Columna - L'Albí, 1994.
- La mainada del bon Déu: xerrada amb savis menuts. Barcelona: Columna, 2001.
- Paràbola dels retorns. Barcelona: Abadia de Montserrat, 1980.[5]
- "Logos", teologia i teòlegs. Barcelona: Institut de Teologia, 1989.
- Barcelona. Barcelona: Columna, 1992.
- Camins i silenci: de Queralt estant. Berga: L'Albí, 1995.

## Homenajes y premios

### Homenajes
- 1995: Cruz de Sant Jordi.[15]
- 2004: medalla de oro de la ciudad de Berga.[7]
- 2020: Se celebró en Gósol una serie de actos conmemorativos por el centenario del nacimiento de Ballarin.[16]

### Premios literarios
- 1996: Premio Ramon Llull de novela por Santa Maria, pa cada dia.[5]

| Predecesor: Albert Manent | Premio Ramon Llull de novela 1996 | Sucesor: Joan Corbella |